# Imeong
Imeong ist ein Ort im Zentrum des administrativen Staates Ngeremlengui (d. h. ein Verwaltungsgebiet), im Westen des Inselstaates Palau im Pazifik. Im Umfeld liegt das Imeong Conservation Area, ein Schutzgebiet der UNESCO.

## Geographie
Das Dorf liegt an dem gleichnamigen Flüsschen, der im Inselinnern beginnt und nach Westen in die große Lagune mündet. Der Fluss hat Quellbäche, die an den Hügeln Etiruir und Ngeruach herabfließen, die südöstlich der Siedlung aufsteigen. Er mündet bei Ngeluong im Nordwesten. Das Dorf selbst besteht nur aus zwei Straßen. Die größere davon verläuft nach Südwesten, nach Ngermetengel, indem auch Bauxit abgebaut wird. 2009 hatte das Dorf 132 Einwohner.